# Kosmos 300
A Kosmos 300, (em russo: Космос 300, significado Cosmos 300), ou Luna E-8-5 No.3, identificada pela NASA como 1969-080A, foi uma das oito missões usando a plataforma E-8-5, para o Programa Luna (um projeto soviético), tinha como objetivo, efetuar pousos suaves na Lua e recolher e retornar amostras de solo lunar para a Terra.
A Kosmos 300,  pesando 5.600 kg, foi lançada as 14:07:36 UTC de 23 de Setembro de 1969, por um Proton-K/Bloco-D, a partir da plataforma 81/24 do cosmódromo de Baikonur. A sua intenção, era efetuar um pouso suave na Lua, e lá efetuar uma missão de retorno de amostra, perfurando, recolhendo e retornando algumas gramas de solo lunar.
Uma falha no último estágio, não permitiu à espaçonave atingir a órbita de espera pretendida, permanecendo em órbita terrestre baixa e reentrando na atmosfera 4 dias depois do lançamento.